# Juan Smitmans López
Juan Arnoldo Smitmans López (Los Sauces, Malleco, 11 de julio de 1912 - Santiago,  3 de julio de 1996), abogado y  político liberal chileno. Fue embajador y diputado entre 1937 y 1953.

## Biografía
Fue hijo de don Gerardo Smitmans Rothamel, exsenador proveniente de una familia de ascendencia alemana afincada en Los Sauces y de doña Mercedes López Torres. Contrajo nupcias en 1939 con Clemencia Ibáñez Granifo, en segundo matrimonio con María Correa Morandé (1959) y con María Angélica Gutiérrez Merino en terceras nupcias.

### Estudios
Educado en el Liceo Alemán de Santiago y en la Facultad de Derecho de la Universidad de Chile, donde se juró como abogado en 1932, con una tesis titulada “Las lesiones ante la medicina legal”. Se dedicó al ejercicio de su profesión, especializándose en juicios civiles.

## Trayectoria política
Militante del Partido Liberal (PL), fue secretario general y vicepresidente de la colectividad.
Elegido Diputado por la 19.ª agrupación departamental, correspondiente a las comunas de Laja, Nacimiento y Mulchén (1937-1941), participando de la comisión permanente de Constitución, Legislación y Justicia.
Reelegido Diputado por la 20.ª agrupación departamental, correspondiente a las comunas de Angol, Collipulli, Traiguén y Victoria (1941-1945), en esta ocasión fue miembro de la comisión de Agricultura y Colonización.
Ingresó al Partido Liberal Progresista (PLP) en 1945, colectividad a la que representó en las elecciones donde fue nuevamente elegido Diputado por la 20.ª agrupación departamental, por dos períodos consecutivos más (1945-1949 y 1949-1953), integrando las comisiones de Gobierno Interior y la de Constitución, Legislación y Justicia. Además fue vicepresidente de la Cámara de Diputados.
Se desempeñó también como Embajador de Chile en México (1954) y en Colombia (1964). También fue acreditado por el gobierno de Chile como embajador no residente para los gobiernos de Cuba y Guatemala. Aparte de sus actividades políticas se dedicó a la agricultura como propietario de los fundos “El Laurel” y el “Santa Catalina”, ambos en Malleco.
Tras la dictadura militar fue miembro del Partido Alianza de Centro, del cual fue su presidente (1990-1991).

## Membresías
Fue miembro del Club de la Unión, Club de Septiembre, Club Social de Angol y otros.
Fue nombrado doctor honoris causa de la Universidad Nacional Autónoma de México, UNAM y de la Universidad de Guadalajara. Presidente honorario del Colegio de Abogados de México.

## Condecoraciones
Fue condecorado con la Cruz Águila Azteca (México) y Orden del Quetzal de Guatemala; del Gobierno de Cuba, recibió la Orden Carlos Manuel de Céspedes en el Grado de Gran Cruz y del Gobierno de Colombia, la Gran Cruz de la Orden de San Carlos.